# Lennox Berkeley
Sir Lennox Randal Francis Berkeley (* 12. Mai 1903 in Oxford, England; †  26. Dezember 1989 in London) war ein englischer Komponist.

## Leben
Berkeley erhielt seine Schulbildung an der Gresham’s School in Norfolk und am Merton College in Oxford. 1927 ging er nach Paris, um bei Nadia Boulanger Musik zu studieren, und schloss dort Bekanntschaft mit Francis Poulenc, Igor Stravinsky, Darius Milhaud, Arthur Honegger und Albert Roussel. Während des Zweiten Weltkrieges arbeitete er für die BBC und wurde später Präsident der Performing Rights Society. 1974 wurde er zum Knight Bachelor geschlagen. Von 1946 bis 1968 hatte er eine Professur für Komposition an der Royal Academy of Music in London inne, zu seinen Schülern gehörten dort beispielsweise Richard Rodney Bennett, David Bedford, William Mathias, Nicholas Maw und John Tavener sowie sein Sohn Michael Berkeley, Baron Berkeley of Knighton. 1980 wurde er als auswärtiges Ehrenmitglied in die American Academy of Arts and Letters gewählt. Die Königliche Akademie der Wissenschaften und Schönen Künste von Belgien nahm ihn 1983 als assoziiertes Mitglied auf.

## Werk
Berkeley schrieb Kammermusik, Orchesterwerke (darunter 4 Sinfonien) sowie Chor- und Bühnenkompositionen. Ein französischer Einfluss ist in Berkeleys Musik dauerhaft spürbar geblieben. Die Orchestersuite Mont Juic entstand 1937 als Gemeinschaftskomposition mit Benjamin Britten (als Berkeleys op. 9 und zugleich Brittens op. 12).
In den Jahren 1942 bis zuletzt 1948 war er an vier Filmproduktionen als Komponist beteiligt, darunter an Hotel Reserve aus dem Jahr 1944.
Opern
- Nelson (1951)
- A Dinner Engagement, Op. 45 (1954)
- Ruth, Op. 50 (1955–1956)